# 1-й Павловский переулок
Первый Па́вловский переулок (до конца XIX века — Дани́ловский переулок) — переулок, расположенный в Южном административном округе города Москвы на территории Даниловского района.

## История
На картах Москвы переулок обозначался с начала XIX века. Переулок получил современное название по соседней Павловской улице. До середины XIX века переулок назывался Даниловский переулок по расположенному вблизи Данилову монастырю. Однако в Атласе столичного города Москвы 1852 года он уже обозначен как переулок Павловский. Северная сторона переулка была застроена домами, а южную сторону занимала территория Павловской больницы (ныне — городская клиническая больница № 4).

## Расположение
Первый Павловский переулок проходит от Павловской улицы на восток до Дубининской улицы. Нумерация домов начинается от Павловской улицы.

## Примечательные здания и сооружения
По нечётной стороне:
- д. 7 — специальная (коррекционная) общеобразовательная школа-интернат № 79.

## Транспорт

### Наземный транспорт
По 1-му Павловскому переулку маршруты наземного общественного транспорта не проходят. У восточного конца переулка, на Дубининской улице, расположена остановка «1-й Павловский переулок» трамваев 3, 38, 39.

### Метро
- Станция метро  Тульская Серпуховско-Тимирязевской линии — юго-западнее переулка, между Большой Тульской улицей, Большим Староданиловским, Холодильным и 1-м Тульским переулками.